# Dreieck Darmstadt
Dreieck Darmstadt (of, Darmstädter Nordkreuz) is een knooppunt in de Duitse deelstaat Hessen.
Op dit halve klaverbladknooppunt ten westen van de stad Darmstadt kruist de A672 (Dreieck Darmstadt/Griesheim-Darmstadt) de A5 (Frankfurt am Main-Heidelberg). Een bijzonderheid is dat dit halve klaverbladknooppunt wel vier richtingen kent, vandaar beide namen.

## Geografie
Het knooppunt ligt in de stad Darmstadt. Nabijgelegen steden zijn Weiterstadt en Griesheim. Het knooppunt ligt ongeveer 30 km ten zuiden van Frankfurt, ongeveer 45 km ten noorden van Mannheim en ongeveer 30 km ten zuiden van Mainz en Wiesbaden.

## Rijstroken
Nabij het knooppunt heeft de A5 2x4 rijstroken en de A672 heeft er 2x2 rijstroken. Alle verbindingsbogen hebben één rijstrook.

## Verkeersintensiteiten
In 2010 werd het knooppunt dagelijks door ongeveer 150.000 voertuigen gebruikt. 
| Van                            | Naar                      | Gemiddeld aantal voertuigen per dag |
| ------------------------------ | ------------------------- | ----------------------------------- |
| AS Weiterstadt (A 5)           | AD Darmstadt              | 120.700                             |
| AD Darmstadt                   | Darmstädter Kreuz (A 5)   | 109.400                             |
| AD Darmstadt/Griesheim (A 672) | AD Darmstadt              | 21.200                              |
| AD Darmstadt                   | AS Darmstadt-West (A 672) | 52.500                              |

## Richtingen knooppunt
| Aansluitende wegen                                      | Aansluitende wegen                        | Aansluitende wegen                                                             | Aansluitende wegen | Aansluitende wegen |
| ------------------------------------------------------- | ----------------------------------------- | ------------------------------------------------------------------------------ | ------------------ | ------------------ |
|                                                         |                                           | richting Keulen / Frankfurt Dortmund / Hannover                                |                    |                    |
|                                                         |                                           |                                                                                |                    |                    |
| richting Dreieck Darmstadt/Griesheim Wiesbaden / Keulen | richting Griesheim / Darmstadt-Stadtmitte |                                                                                |                    |                    |
|                                                         |                                           |                                                                                |                    |                    |
|                                                         |                                           | richting Darmstädter Kreuz Heidelberg / Karlsruhe / Bazel Mannheim / Stuttgart |                    |                    |